# Do Góry Dnem
Do Góry Dnem – polski zespół muzyczny z nurtu ballady i piosenki turystycznej, powstały w 1977 roku przy Akademickim Klubie Turystycznym „KROKI” w Szczecinie.

## Historia
Pierwszy założycielski skład grupy tworzyli: Jacek Żurawski, Przemek Niwiński (śpiew, gitara) i Alina Tomczak, do których wkrótce dołączył Władysław Piątkowski. Zespół zadebiutował na przeglądzie Yapa'78, gdzie otrzymał nagrodę za piosenkę pt. Przypowieść o maku. Wraz z odejściem Żurawskiego w 1979 roku doszło do zmian personalnych w składzie Do Góry Dnem. Wówczas do zespołu dołączył Marek Kuc (śpiew, gitara), zaś dwa lata później Czesław Lasiuk (śpiew, gitara) i Jerzy Chodor. W składzie z Lasiukiem i ze skrzypkiem Wojciechem Czemplikiem (obydwaj dołączyli w 1981), nastąpił okres największych sukcesów grupy, czyli zdobytych nagród i wyróżnień na kolejnych przeglądach piosenki turystycznej: Yapa, Bazuna (tytuł „Rajdowej Piosenki Roku 1981” dla Turystycznej samby), Bakcynalia, Włóczęga, Łajba, Śpiewające żagle oraz wyróżnienie na Studenckim Festiwalu Piosenki w Krakowie za piosenkę Sierpień (1983). 
Po 1985 roku grupa Do Góry Dnem zawiesiła działalność, choć w dalszym ciągu spotykała się towarzysko i śpiewała piosenki turystyczne. W 2000 roku doszło do reaktywacji zespołu, który wznowił „Spotkania z Piosenką Turystyczną” (Regionalna Pracownia Krajoznawcza PTTK w Szczecinie), wystąpił na trzydziestej, jubileuszowej Bazunie, odbywającej się na Zamku w Gniewie i od tego czasu na powrót koncertuje (ponadto przez kilka lat związany był z festiwalem Bieszczadzkie Anioły). Przewodzą mu nadal Przemysław Niwiński i Marek Kuc (w reaktywowanej formacji przez kilka lat występował Czesław Lasiuk – sporadycznie współpracuje z nią nadal Wojciech Czemplik) a skład grupy często ma charakter płynny. W 2005 roku dołączyli: wokalistka i gitarzystka Aleksandra Kiełb-Szawuła i basista Andrzej Stagraczyński. Ponadto w zespole grają, bądź grali m.in.: Monika Kobayashi (flet), Anna Dębicka (skrzypce) oraz w różnych okresach działalności basiści: Roman Ziobro (wziął udział w nagraniu płyty Rozmowy z piecem), Andrzej Kalus i Wojciech Maziakowski.

## Dyskografia

### Albumy
- 2002: Rozmowy z piecem (Dalmafon – studio)
- 2006: Być, iść (Dalmafon – koncert w Polskim Radio Gdańsk)
- 2012: Jeszcze grajmy (Dalmafon – studio)